# Metriogryllacris dicrana
Metriogryllacris dicrana är en insektsart som beskrevs av Bei-bienko 1962. Metriogryllacris dicrana ingår i släktet Metriogryllacris och familjen Gryllacrididae. Inga underarter finns listade i Catalogue of Life.